# Federació de Dimonis i Diables del País Valencià
La Federació de Colles de Dimonis i Diables del País Valencià és una entitat sense ànim de lucre que vetla per treballar a favor de la cultura del foc facilitant la reglamentació sobre l'ús del foc, organitzant trobades de treball i establint relacions de col·laboració amb la resta de federacions presents als Països Catalans. Es va formalitzar legalment l'any 2001 a la ciutat de Castelló de la Plana.

Són membres de la Federació les colles: Botafocs de Castelló de la Plana, Correcagarneres de Terrateig, Dimonis de l'Avern d'Alboraia, Colla de Dimonis de Massalfassar, Dimonis de Morella, Dimonis de Vinaròs, Dimonis Enroscats de l'Alcúdia, Dimonis la Ceba d'Alacant, Fem Fredat de Simat de la Valldigna, Inga-va de la Font d'En Carròs, la Diabòlica de Morvedre de Sagunt i els Socarrats de Campanar (València).

L'any 2009 la Federació de Dimonis i Diables del País Valencià va tindre un paper important davant del Conflicte de la directiva del Parlament Europeu sobre l'ús de material pirotècnic, en aconseguir de la Generalitat Valenciana la redacció d'un decret autonòmic que regula de forma específica l'ús dels materials pirotècnics de les diferents representacions festives dels grups de foc, entre elles el correfoc
 i la formació obligatòria per als coeters i responsables de grups organitzadors de correfocs, entre altres espectacles pirotècnics.